# لواء الرصيفة
لواء الرصيفة لواء يقع في محافظة الزرقاء في الأردن. يتبع اللواء لمحافظة الزرقاء التي تضم 3 ألوية. يقدر عدد سكانه بـ 481900 نسمة حسب إحصاء 2015.

## الوصلات الخارجية
- دائرة الإحصاءات العامة